# Bebryce sirene
Bebryce sirene is een zachte koraalsoort uit de familie Plexauridae. De koraalsoort komt uit het geslacht Bebryce. Bebryce sirene werd in 1999 voor het eerst wetenschappelijk beschreven door Grasshoff. 